# 天然橋 (大分県)
天然橋（てんねんばし）は、大分県豊後大野市清川町の大野川水系奥岳川に架かる石造単アーチ橋である。豊後大野市指定有形文化財。

## 歴史
1876年（明治8年）に木橋が架けられ、1921年（大正10年）3月に石橋に架け替えられたという。かつては大分県道45号宇目清川線の一部であったが、1985年（昭和60年）8月に上流に新天然橋が架けられ、その後は廃橋となっている。

## 交通
- 道の駅きよかわから、国道502号を経て、大分県道45号宇目清川線に入り約2km。豊後大野市立清川中学校の左手先[3]。